# Пичилему
Пичилему (исп. Pichilemu) — город в Чили. Административный центр одноимённой коммуны и провинции Карденаль-Каро. Население — 12392 человек (2002). Город и коммуна входит в состав провинции Карденаль-Каро и области Либертадор-Хенераль-Бернардо-О’Хиггинс.
Территория — 749,1 км². Численность населения — 16 394 жителя (2017). Плотность населения — 21,9 чел./км².

## Расположение
Город расположен в 122 км на юго-запад от административного центра области города Ранкагуа.
Коммуна граничит:
- на севере — с коммуной Литуэче
- на востоке — с коммуной Марчиуэ
- на юге — с коммунами Пуманке , Паредонес

На западе коммуны расположен Тихий океан.

## Демография
Согласно сведениям, собранным в ходе переписи 2017 г Национальным институтом статистики (INE), население коммуны составляет:
| Полное население                          | Полное население                          | Полное население                          | Полное население                          | Полное население                          | 16 394 |
| ----------------------------------------- | ----------------------------------------- | ----------------------------------------- | ----------------------------------------- | ----------------------------------------- | ------ |
| в том числе:                              | Городское население                       | 12 903                                    | Процент городского населения, %           | 78,71                                     |        |
|                                           | Сельское население                        | 3 491                                     | Процент сельского населения, %            | 21,29                                     |        |
|                                           | Мужское население                         | 8 289                                     | Процент мужского населения, %             | 50,56                                     |        |
|                                           | Женское население                         | 8 105                                     | Процент женского населения, %             | 49,44                                     |        |
| Плотность населения, чел/км²              | Плотность населения, чел/км²              | Плотность населения, чел/км²              | Плотность населения, чел/км²              | Плотность населения, чел/км²              | 21,9   |
| Население коммуны в % к населению области | Население коммуны в % к населению области | Население коммуны в % к населению области | Население коммуны в % к населению области | Население коммуны в % к населению области | 1,79   |

| Динамика изменения населения коммуны | Динамика изменения населения коммуны | Динамика изменения населения коммуны | Динамика изменения населения коммуны |
| ------------------------------------ | ------------------------------------ | ------------------------------------ | ------------------------------------ |
| 1992                                 | 2002                                 | 2012                                 | 2017                                 |
| 10510                                | 12392▲                               | 13916▲                               | 16394▲                               |

## Важнейшие населенные пункты[4]
| № | Населённый пункт       | Населённый пункт (исп.) | Категория | Население чел. (2002) | На карте                        |
| - | ---------------------- | ----------------------- | --------- | --------------------- | ------------------------------- |
| 1 | Пичилему               | Pichilemu               | город     | 9027                  | 34°23′26″ ю. ш. 72°00′52″ з. д. |
| 2 | Кауиль                 | Cáhuil                  | поселок   | 432                   | 34°28′44″ ю. ш. 72°00′52″ з. д. |
| 3 | Кардональ-де-Панилонко | Cardonal de Panilonco   | поселок   | 372                   | 34°17′30″ ю. ш. 71°53′02″ з. д. |
| 4 | Ла-Агуада              | La Aguada               | поселок   | 178                   | 34°19′38″ ю. ш. 71°49′30″ з. д. |
| 5 | Сируэлос               | Ciruelos                | поселок   | 123                   | 34°27′40″ ю. ш. 71°58′18″ з. д. |
| 6 | Барранкас              | Barrancas               | поселок   | 98                    | 34°29′26″ ю. ш. 71°58′40″ з. д. |

## Культура
Культурный центр города в настоящее время находится в старинном здании бывшего казино Росс.
- Вилла Лос Навегантес

## Персоналии
- Хосе Арраньо Асеведо — чилийский писатель.
- Августин Росс
- Диего Грез-Каниете